# Vidiella

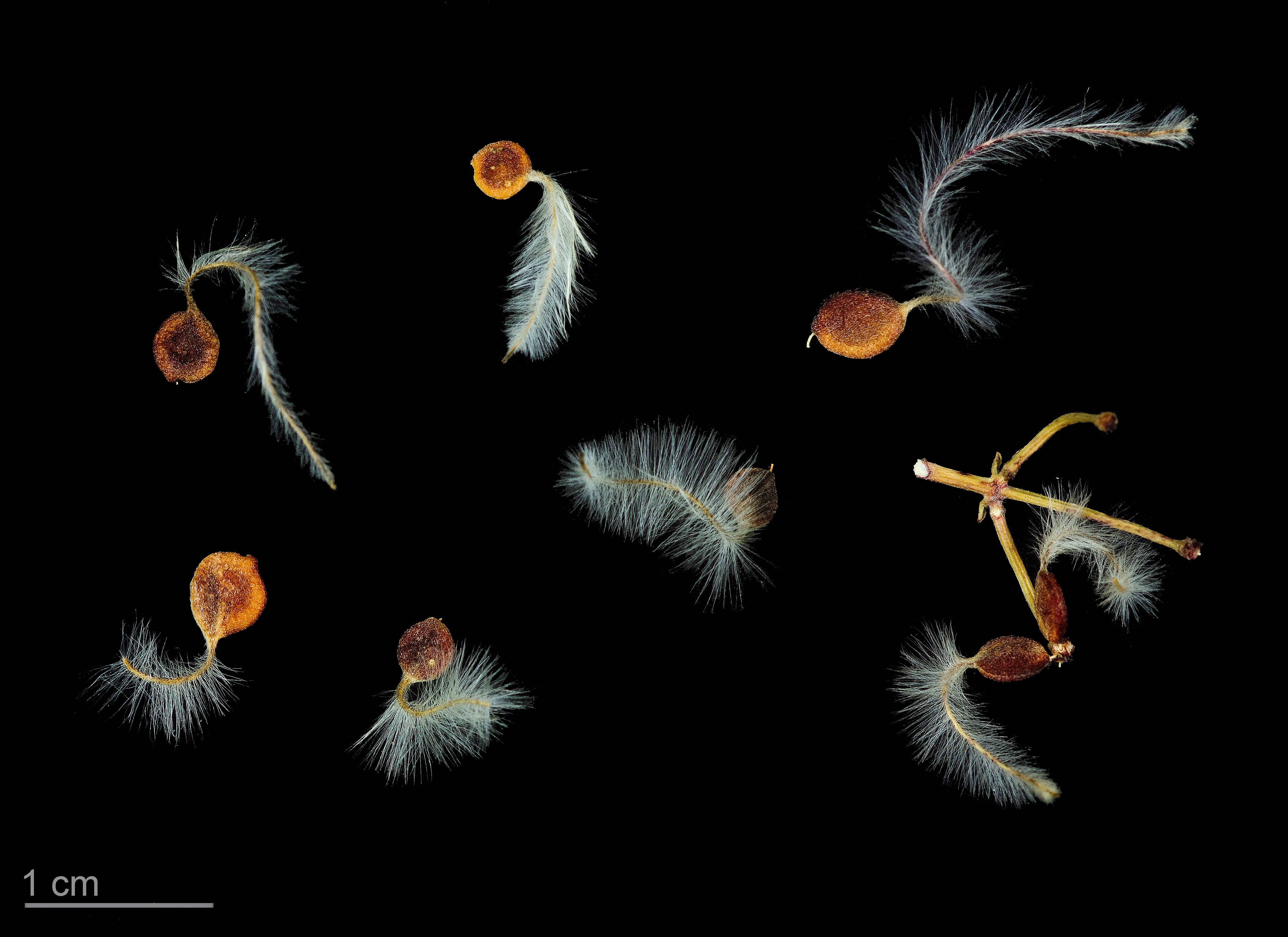
Clematis flammula

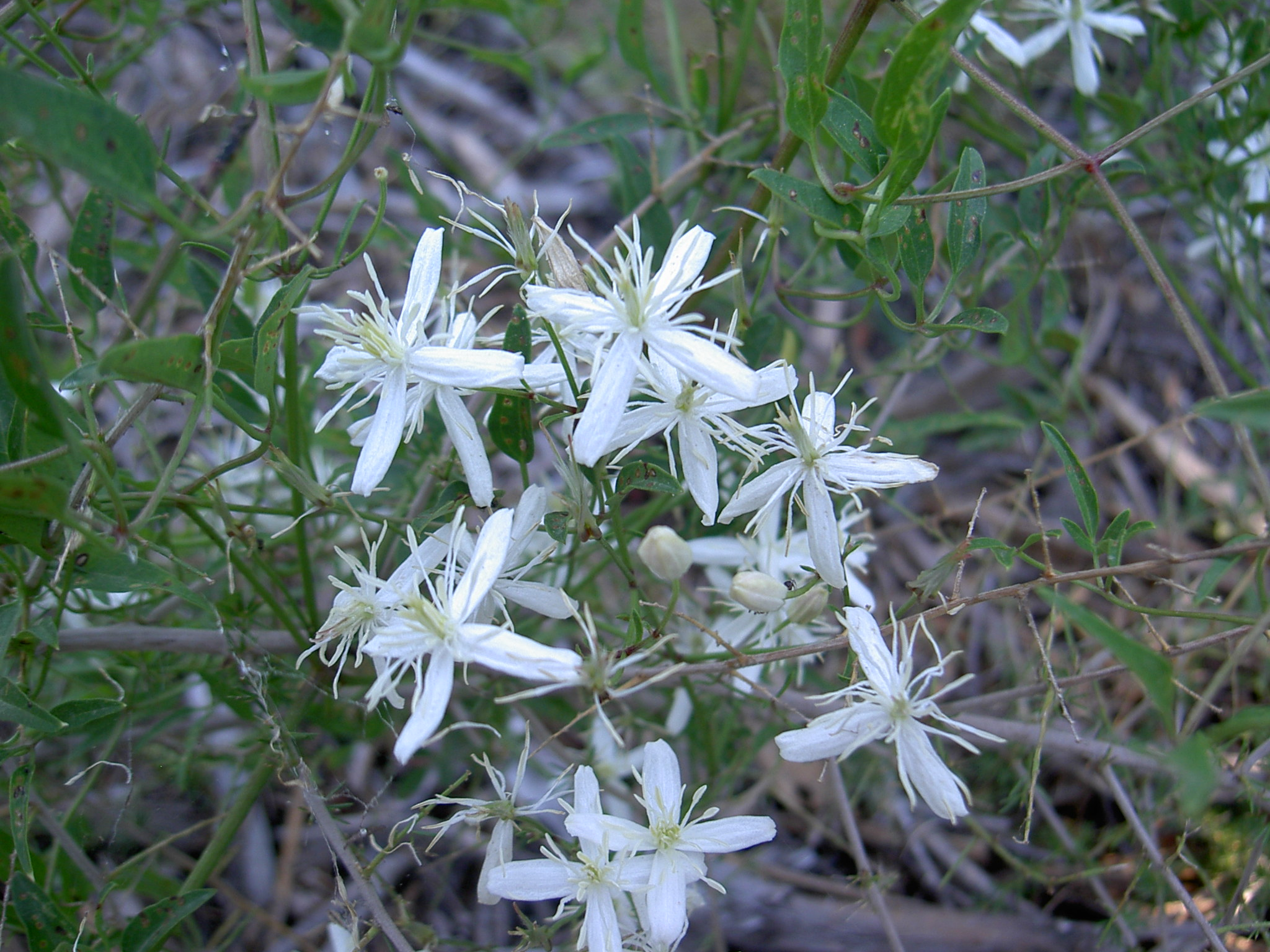
Flors

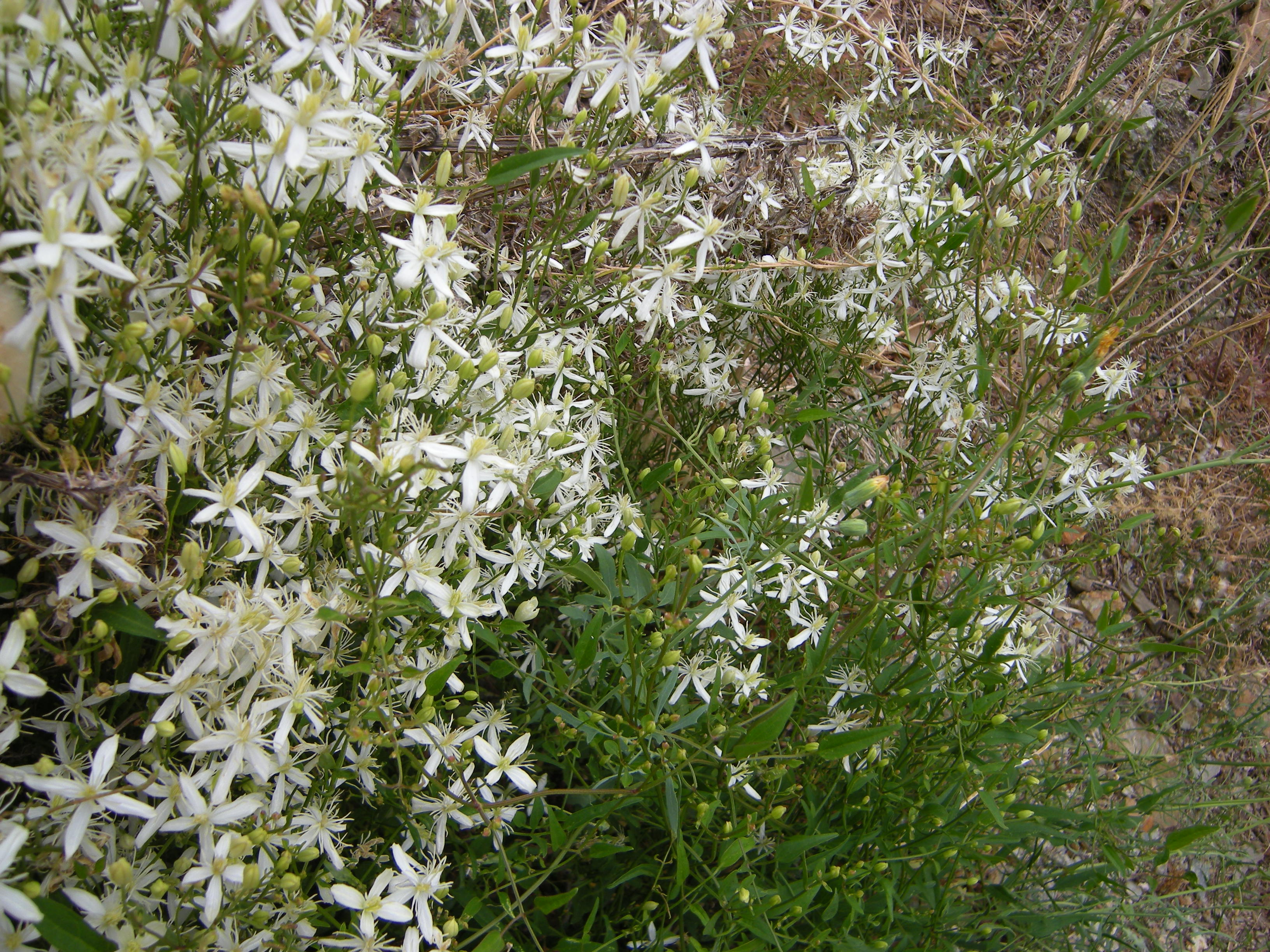
Vista de la planta en flor

La vidiella o ridorta (Clematis flammula) és una liana autòctona dels Països Catalans de la família de les ranunculàcies.

## Descripció
És una liana perennifòlia de fins a 10 metres de llargada. La tija és verda i llenyosa a la base. Les fulles són compostes, dividides dues vegades (bipinnades). Gràcies als llargs i nombrosos pecíols s'entertolliguen amb les branques d'altres plantes. Les fulles bipinnades permeten distingir-la fàcilment de la vidalba (Clematis vitalba), que té un aspecte semblant però les fulles pinnades un sol cop.
Pot ser un perill per als arbres joves, perquè el seu pes els arriba a doblegar, i també els poden ofegar, per manca d'il·luminació. Floreix a l'estiu, amb abundants flors. La flor és blanca molt olorosa d'uns dos centímetres. El seu fruit és una núcula guarnida amb uns plomalls.

## Hàbitat
És una liana que habita en tota la regió mediterrània. A Catalunya, les Illes i el País Valencià està àmpliament distribuïda fins als 1200 metres d'altura, i se la troba en garrigues, bardisses, pinedes i alzinars.